# Нахчыванлы, Агия Габиб кызы
Агия Габиб кызы Нахчыванлы (азерб. Aqiyə Həbib qızı Naxçıvanlı) — депутат Милли Меджлиса Азербайджана, председатель парламентского Комитета по вопросам семьи, женщин и детей, Заслуженный учитель Азербайджана (2008), последний ректор Азербайджанского института учителей.

## Биография
Агия Нахчыванлы родилась 11 марта 1950 года в Варташене (ныне Огуз). В 1967 году окончила варташенскую городскую среднюю школу №1. В 1967—1972 годах училась в Азербайджанском педагогическом институте им. М. Ф. Ахундова (ныне Бакинский славянский университет).

### Карьера
В 1972 году начала работать педагогом русского языка в средней школе №2 Варташенского (ныне Огузского) района. Вскоре была избрана председателем школьно-преподавательской комсомольской организации.
В 1996 году решением Высшей аттестационной комиссии при президенте Азербайджанской Республики ей была присвоена ученая степень кандидата наук по философии. В 2007 году была ей было присвоено учёное звание профессора.
В 2000—2005 гг. занимала должность заместителя председателя Женского совета Сабаильского районного отделения партии «Новый Азербайджан».
В 2005—2015 годах являлась ректором Азербайджанского института учителей.
В 2010 году была избрана депутатом Милли Меджлиса, а с 2015 года возглавляет парламентский Комитет по вопросам семьи, женщин и детей.

## Звания, ордена, медали
- Заслуженный учитель Азербайджана (25 сентября 2008 года) — за заслуги в области культуры, образования и здравоохранения[3].
- Орден «Слава» (7 декабря 2009 года) — за заслуги в развитии образования в Азербайджане[4][5].
- Орден Петра Великого I степени (2011 год)[6][7].
- Медаль «100-летие азербайджанской армии» (2018 год).
- Юбилейная медаль «100-летие Полиции Азербайджана (1918—2018)» (2018 год).
- Медаль «100-летие Азербайджанской Демократической Республики» (2018 год).
- Орден «За службу Отечеству» II степени (13 марта 2020 года) — за активное участие в общественно-политической жизни Азербайджанской Республики[8][9][10].